# Амирван
Амирван (азерб. Əmirvan) — село в Габалинском районе Азербайджана.

## География
Расположено на берегах рек Карачай и Гёйчай.

## История
На территории села обнаружены захоронения Кавказо-албанского периода. 
До принятия христианства албаны, со слов Страбона, поклонялись солнцу, небу и луне. Страбон пишет: «Почитают богов – Гелиоса, Зевса и Селену, в особенности же Селену».
В Кавказской Албании имелись особые священные храмовые области.
Одна из таких святых рощ примыкала к селу Амирван.
Описывая эту жреческую область, Страбон сообщает: «…жречествует в ней муж, наиболее уважаемый после царя; он стоит во главе храмовой области, обширной и хорошо населенной, и во главе иеродулов, из которых многие одержимы богом и вещают».

## Население
Согласно описанию 1863 года в селе Амирван в 101 доме проживал 741 человек, из них 398 мужчин и 343 женщины. В настоящее время население составляет 1600 человек.
Согласно результатам Азербайджанской сельскохозяйственной переписи 1921 года, Амирван Арешского уезда Азербайджанской ССР населяли 48 человек (26 хозяйств), преобладающая национальность — армяне.
В настоящее время население села состоит из лезгин и представлен следующими родами (по лезг. сихилами):
Мисрияр, Кульдурар, Хайтакьар, Кlешинар,Везирар, Хашалар, Магъафар, Гуьгьуьлар, Къызырар, ГьапӀутӀар, Лаццар. Преобладающее большинство родов имеют историческую связь с обществом села  Куруш Докузпаринского района Дагестана.
Население, наряду со скотоводством, занимается зерновыми культурами.